# Porphyrinia squalida
Porphyrinia squalida är en fjärilsart som beskrevs av Otto Staudinger 1878. Porphyrinia squalida ingår i släktet Porphyrinia och familjen nattflyn. Inga underarter finns listade i Catalogue of Life.